# ポッターズ・バー・タウンFC
ポッターズ・バー・タウン・フットボールクラブ（Potters Bar Town Football Club）は、イングランド、ハートフォードシャーにあるポッターズ・バーを本拠地とするサッカークラブである。2021-2022シーズンはイスミアンリーグ・プレミアディヴィジョン（7部相当）に所属。

## 名称変更
- 1960-1984 マウントグラース・オールド・スクーラーズFC
- 1984-1991 マウントグラースFC
- 1991-現在 ポッターズ・バー・タウンFC

## タイトル

### 国内タイトル
- スパルタン・サウスミッドランズ・プレミアディヴィジョン:1回

2004-2005
- スパルタン・サウスミッドランズ・プレミアディヴィジョンカップ:2回

1996-1997,2004-2005
- スパルタン・サウスミッドランズ・プレミアディヴィジョン・フリードリトカップ:2回

1997-1998,2005-2006
- ハーツ・シニアカウンティリーグ・プレミアディヴィジョン:1回

1990-1991
- ハーツ・チャリティーシールド:3回

2002-2003,2004-2005,2006-2007
- ポッターズ・バー・チャリティーカップ:3回

1995-1996,2003-2004,2004-2005
- Aubrey Cup:1回

1990-1991
- ノースロンドン・コンベイション・プレミアディヴィジョン:1回

1967-1968

### 国際タイトル
- なし